# Taken for Granted
Taken for Granted è il singolo di debutto della cantante australiana Sia. È il primo singolo estratto dal suo secondo album in studio (primo entrato nel mercato internazionale), Healing Is Difficult. Il singolo ha debuttato alla posizione numero 10 della Official Singles Chart, ed è rimasta in classifica per un totale di cinque settimane. La canzone è stata scritta da Sia e prodotta da Nigel Crosbie.

## Pubblicazione
Il singolo è stato pubblicato il 19 maggio 2000 sotto forma di CD singolo negli Stati Uniti. È stato reso disponibile anche come singolo in vinile. Nel Regno Unito è stato pubblicato invece il 22 maggio 2000, sempre nel formato CD.

## Classifiche
Taken for Granted ha ottenuto un discreto successo. Ha debuttato nel Regno Unito alla posizione numero 10. Nel marzo 2002 in Australia (nazione natale di Sia), si piazza alla posizione numero 100 della ARIA Top 100 Singles Charts.

## Tracce
CD singolo standard
1. Taken for Granted (Radio Edit) – 3:37
2. Taken for Granted (Desert Eagle Discs Mix) – 4:19
3. Taken for Granted (M.V.P. Mix) – 4:57
4. Taken for Granted (Groove Chronicles Mix) – 5:20

Singolo 12"
1. Taken for Granted (Restless Soul Mix) – 7:02
2. Taken for Granted (Soul Brother Mix) – 5:22

## Posizioni
| Classifica (2000)      | Posizione massima |
| ---------------------- | ----------------- |
| Official Singles Chart | 10                |

| Classifica (2002)        | Posizione massima |
| ------------------------ | ----------------- |
| Australian Singles Chart | 100               |